# مدیریت جنگل
مدیریت جنگل شاخه ای از جنگل‌داری است که به جنبه‌های کلی اداری، حقوقی، اقتصادی و اجتماعی و همچنین جنبه‌های علمی و فنی مانند جنگل‌کاری، حفاظت و تنظیم جنگل مربوط می‌شود. این شامل مدیریت چوب، زیبایی‌شناسی، تفریح، ارزش‌های شهری، آبخیزداری، حیات وحش، شیلات داخلی، محصولات چوبی، منابع ژنتیکی جنگل و سایر ارزش‌های منابع جنگلی است. اهداف مدیریتی می‌تواند بر اساس حفاظت، اقتصاد یا مخلوطی از این دو باشد. تکنیک‌ها شامل استخراج الوار، جنگل‌سازی و احیای جنگل از گونه‌های مختلف درخت، نگهداری جاده‌ها و مسیرهای عبور در جنگل‌ها و جلوگیری از آتش‌سوزی جنگل است.
ابزارهای بسیاری مانند سنجش از دور، سامانه اطلاعاتی و مدل سازی تصویر سنجی برای بهبود اطلاعات جنگل و برنامه‌ریزی مدیریت آن توسعه داده شده‌اند. تحقیقات علمی نقش مهمی در کمک به مدیریت جنگل ایفا می‌کند. به عنوان مثال، مدل اقلیمی، تحقیقات تنوع زیستی، تحقیقات ترسیب کربن و برنامه‌های سامانه اطلاعات جغرافیایی بلند مدت نظارت، بر ارزیابی و بهبود مدیریت جنگل کمک می‌کند و تضمینی است برای اثربخشی و موفقیت آن.

## نقش جنگل‌ها
جنگل یک سیستم طبیعی است که می تواند محصولات و خدمات مختلفی را ارائه کند. جنگل‌ها آب را تامین می‌کنند، تغییرات اقلیمی را کاهش می‌دهند، زیستگاه‌هایی را برای حیات وحش از جمله بسیاری از گرده‌افشان‌ها که برای تولید غذای پایدار ضروری هستند تولید می‌کنند، چوب و سوخت چوبی را فراهم می‌کنند، به عنوان منبعی از محصولات جنگلی برای غذا و دارو عمل می‌کنند و به معیشت روستایی کمک می‌کنند.

## اهداف
از برخی جنگل‌ها محصولات سنتی مانند هیزم، الیاف برای کاغذ و الوار بدست می‌آید. اما با کمی فکر به تولیدات دیگری نیز میتوان دست پیدا کرد. به این ترتیب، در نتیجه پیشرفت آگاهی‌های زیست‌محیطی و مدیریت کردن، جنگل‌ها برای استفاده چندگانه رایج‌تر می‌شود.
جنگل‌ها انواع خدمات اکوسیستم را ارائه می‌دهند مانند: تمیز کردن هوا، انباشته شدن کربن، فیلتر کردن آب و کاهش سیل و فرسایش. جنگل‌ها متنوع‌ترین اکوسیستم زمینی هستند و زیستگاه طیف وسیعی از حیوانات، پرندگان، گیاهان و سایر حیات‌ها را فراهم می‌کنند. آنها همچنین می‌توانند غذا و مواد و همچنین فرصت‌هایی برای تفریح و آموزش فراهم کنند. تحقیقات نشان داده است که مزارع جنگلی ممکن است در مقایسه با جنگل‌های طبیعی که تنوع ساختاری و گونه‌های گیاهی بیشتری دارند، باعث کاهش تنوع و فراوانی گرده‌افشان‌ها شوند».